# 埃里希·特劳布
埃里希·特劳布（英語：Erich Traub，1906年6月27日—1985年5月18日）是一位德国兽医学家和病毒学家，专攻口蹄疫、牛瘟病毒、新城病，在1938-1942年参加过國家社會主義汽車軍團（NSKK），曾在海因里希·希姆莱手下为纳粹开发过生物武器。